# Eduardo Magalhães Machado
Eduardo Magalhães Machado, detto Duda (Rio de Janeiro, 10 settembre 1982), è un cestista brasiliano.

## Biografia
È fratello minore di Marcelinho Machado. Il padre, Renê Machado, è stato cestista negli anni '60 e '70. Lo zio, Sérgio Macarrão, con la Nazionale verdeoro di basket vinse la medaglia di bronzo alle Olimpiadi di Tokyo 1966 e l'argento ai Mondiali del 1970.

## Carriera
Con il Brasile ha disputato i Campionati americani del 2009.